# Barcelonnette
Barcelonnette (okcitansko/provansalsko Barciloneta ali Barcilouneto) je naselje in občina v jugovzhodni francoski regiji Provansa-Alpe-Azurna obala, podprefektura departmaja Alpes-de-Haute-Provence. Leta 2006 je naselje imelo 2.819 prebivalcev, 2019 pa že manj kot 2.600.

## Geografija
Kraj leži v osrčju doline reke Ubaye, približno 70 km severozahodno od središča departmaja Digne-les-Bains.

## Administracija
Barcilonnette je sedež istoimenskega kantona, v katerega so poleg njegove vključene še občine La Condamine-Châtelard, Enchastrayes, Faucon-de-Barcelonnette, Jausiers, Larche, Meyronnes, Saint-Paul-sur-Ubaye, Saint-Pons, Les Thuiles in Uvernet-Fours s 6.509 prebivalci.
Kraj je prav tako sedež okrožja, v katerega je poleg njegovega vključen še kanton Lauzet-Ubaye s 7.569 prebivalci.

## Zgodovina
Kraj je ustanovil Ramon Berenguer IV., grof Barcelone in Provanse, v letu 1231.
Barcilonnette in njegova okolica sta bila v poznem 19. in začetku 20. stoletja središče francoskega imigracijskega vala v Ameriko, predvsem v Mehiko. Družine, ki so tamkaj uspele, so se vrnile nazaj, kjer so si zgradile velike graščine, imenovane Maisons Mexicaines.

## Pobratena mesta
- Valle de Bravo (Mehika, Mehika)